# Broken Wings
«Broken Wings» (en español: «Alas rotas») es es una canción interpretada por la banda estadounidense de pop rock Mr. Mister, incluida en su segundo álbum de estudio Welcome to the Real World (1985). La compañía discográfica RCA Records la lanzó el 20 de mayo de 1985 como el primer sencillo del álbum. Alcanzó el número uno en el Billboard Hot 100 en diciembre de 1985. "Broken Wings" encabezó las listas en Canadá y alcanzó los diez primeros en las listas de Australia, Bélgica, Países Bajos, Noruega, Irlanda, Suiza, Reino Unido y Alemania.  
Debido al éxito que les brindó "Broken Wings", el grupo recibió una nominación al Premio Grammy por mejor interpretación rock de un dúo o grupo.

## Historia
Esta canción fue escrita por Richard Page, Steve George y John Lang, inspirados en la temática del libro «Alas rotas» del poeta y filósofo libanés Gibrán Jalil Gibrán. En esa obra literaria publicada en 1912, el poeta desarrolla un relato autobiográfico donde recoge diversos pasajes de su vida, especialmente su amorío con la famosa escritora árabe May Ziadeh, con quien tuvo un amor "prohibido" a distancia por más de 20 años, a causa de las diferencias sociales y culturales. El compositor John Lang quedó muy impresionado por este libro, y lo catalogaba como una historia a imitar y reflexionar sobre el esfuerzo y las ganas de levantarse ante cualquier caída en el camino de la vida.

## Estilo
Musicalmente la canción toma los sonidos característicos del pop en esos años, es decir, a esa entretenida experimentación con sintetizadores acompañados con una base de guitarra, bajo y batería. La introducción está compuesta por sonidos de platillos que posterior a su grabación fueron reproducidos en reversa logrando un efecto muy llamativo. Por otra parte, el guitarrista Steve Farris destaca una parte de guitarra muy innovadora para la época. Es que ese "efecto de sonido retardado" usado por el encargado de la "guitarrita" llamaba la atención entre los oyentes ya que se mostraba muy contradictoria con la línea de bajo y batería, produciendo cierta confusión dentro de la línea musical.

## Desempeño comercial
Con "Broken Wings", los Mr. Mister lograron liderar por dos semanas los rankings de las listas de popularidad de Estados Unidos en diciembre de 1985.
En el Reino Unido el éxito fue parecido, ya que llegó a la cuarta plaza de la Lista de Sencillos Británica, siendo una de las pocas bandas extranjeras que en su primera incursión en las listas británicas llegan tan alto.

## Videoclip

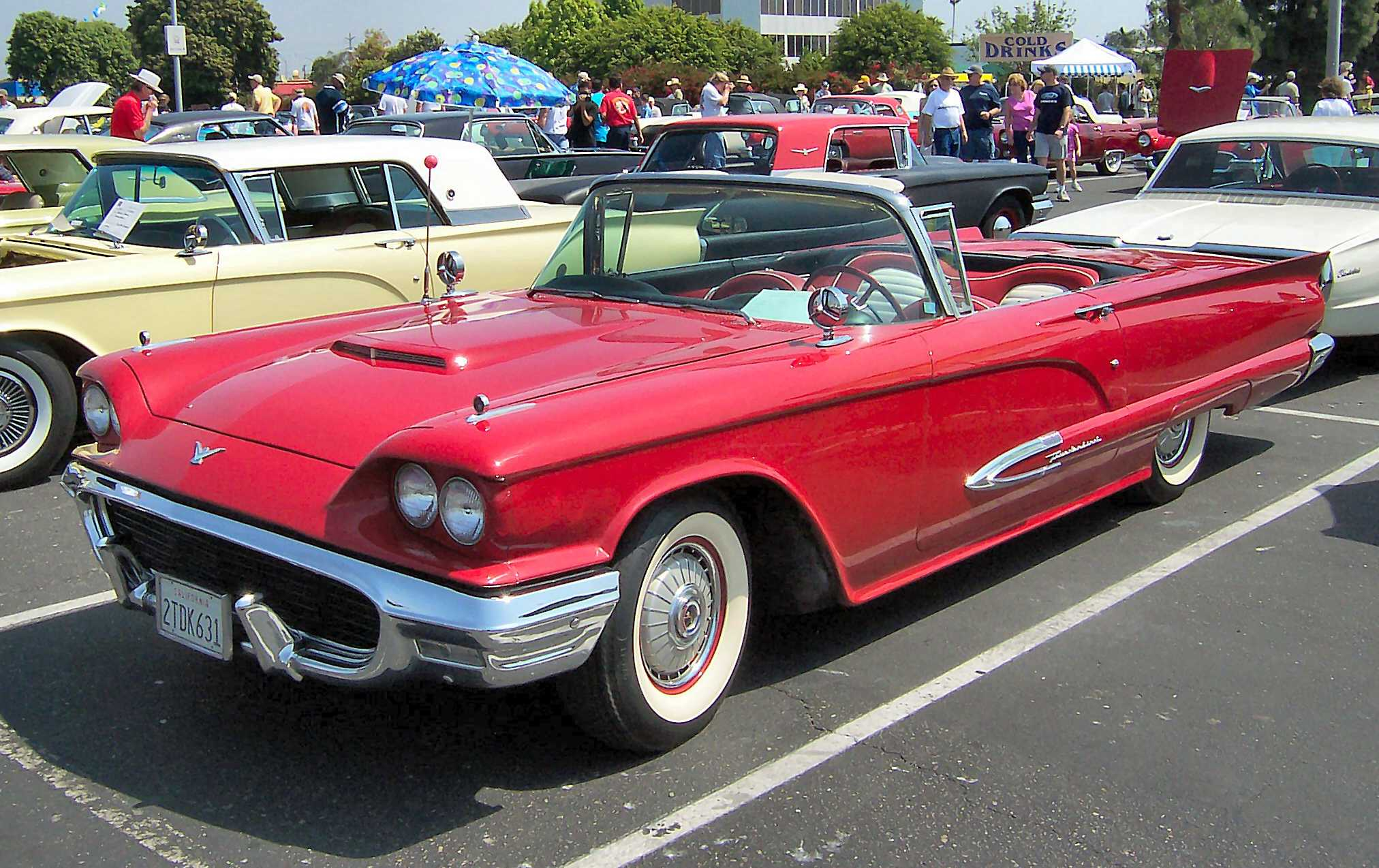
La segunda generación del convertible Ford Thunderbird de 1959 (foto), aparece en el video.

El video musical para "Broken Wings" fue dirigido por Oley Sassone y filmado en blanco y negro. Cuenta con la participación del vocalista principal Richard Page, quien conduce un Ford Thunderbird a través de un desierto. Hay una escena en la que Page está sentado en una Iglesia cuando un Parabuteo unicinctus vuela por la ventana y cae a su lado en el banco e intercambian una mirada. Los miembros del grupo también aparece en escenas otras escenas. En una parte aparecen unos desconocidos que bailan tango, pero solo se muestran de la cintura para abajo. Al final del vídeo se le ve a Page al lado del Thunderbird con el capó abierto, que simboliza el título de la canción "Alas Rotas".

## Lista de canciones
Sencillo de 7"
1. «Broken Wings» (edición del sencillo) - 4:29
2. «Uniform of Youth» - 4:25

Sencillo 12"
1. «Broken Wings» (duración del álbum) - 5:45
2. «Uniform of Youth» - 4:25
3. «Welcome to the Real World» - 4:18

## Posicionamiento en listas
| Lista (1985–1986)                     | Máxima posición |
| ------------------------------------- | --------------- |
| Alemania (Offizielle Deutsche Charts) | 8               |
| Australia (Kent Music Report)         | 4               |
| Austria (Ö3 Austria Top 40)           | 17              |
| Bélgica (Flandes) (Ultratop 50)       | 2               |
| Canadá (RPM Top Singles)              | 1               |
| Canadá (RPM Adult Contemporary)       | 2               |
| España (AFYVE)                        | 13              |
| Estados Unidos (Billboard Hot 100)    | 1               |
| Estados Unidos (Adult Contemporary)   | 3               |
| Estados Unidos (Mainstream Rock)      | 4               |
| Europa (European Hot 100 Singles)     | 3               |
| Irlanda (IRMA)                        | 3               |
| Italia (FIMI)                         | 7               |
| Nueva Zelanda (Recorded Music NZ)     | 13              |
| Noruega (VG-lista)                    | 4               |
| Países Bajos (Dutch Top 40)           | 3               |
| Países Bajos (Mega Single Top 100)    | 2               |
| Reino Unido (UK Singles Chart)        | 4               |
| Suecia (Sverigetopplistan)            | 14              |
| Suiza (Schweizer Hitparade)           | 4               |

| Lista (1985–1986)                             | Posición |
| --------------------------------------------- | -------- |
| Alemania (Official German Charts)             | 57       |
| Australia (Kent Music Report)                 | 44       |
| Bélgica (Ultratop 50 Flanders)                | 50       |
| Canadá (RPM Top Singles)                      | 37       |
| Estados Unidos (Billboard Hot 100)            | 5        |
| Estados Unidos (Adult Contemporary Billboard) | 25       |
| Estados Unidos (Cash Box Top 100 Singles)     | 72       |
| Europa (European Hot 100 Singles)             | 43       |
| Países Bajos (Dutch Top 40)                   | 40       |
| Países Bajos (Single Top 100)                 | 62       |
| Reino Unido Singles (Gallup)                  | 99       |

## Otras versiones
- En 1986, fue versionada por Rodney Franklin en su álbum It Takes Two.
- En 1989 fue lanzada bajo el sello Flea en una versión Eurobeat a 145 BPM por el grupo Boy.[34]
- En 1995, fue versionada por John Tesh en su CD Sax by the Fire.
- En 1998, fue versionada por la banda C-Block en su CD Keepin' It Real.
- En 2001, esta canción fue muestreada para la canción "Until the End of Time" de Tupac Shakur en su álbum póstumo homónimo.
- En 2001, se tomaron muestras y se utilizó en la canción "Broken Silence" de Foxy Brown.
- En 2001, fue versionada por la cantante neozelandesa K'lee.
- En 2002, la canción fue incluida en el videojuego Grand Theft Auto: Vice City, como una de las baladas de la estación Emotion 98.3 y en la primera escena del juego.
- En 2003, la canción fue versionada por el grupo Naturally 7 en su álbum What Is It?.
- En 2003, fue versionada para el videojuego de Karaoke Revolution.
- En 2004, la  banda de covers Richard Cheese la cantó en su concierto en Las Vegas para su álbum I'd Like a Virgin.[35]
- En 2005, Rick Springfield cantó esta canción en su álbum The Day After Yesterday a un dúo con el vocalista original Richard Page.[36]
- En 2006, fue versionada por Clay Aiken en su CD A Thousand Different Ways.
- En 2006, Joe Budden dio a conocer un estilo libre con el compás y el coro de "Broken Wings".
- En 2007, fue versionada por The Panic Division en su CD Songs From The Glasshouse.
- En 2007, fue versionada por los Reyes del Norte en su CD "Reborn".
- En 2008, fue versionada por Villa Black en el álbum Hôtel Costes - 1999 - 2009 - A Decade de Stéphane Pompougnac.[37]
- En 2010, Jason Donovan grabó una versión de "Broken Wings" para su álbum de versiones "Soundtrack of the '80s".[38]
- Varias frases instrumentales de la canción fueron sampleadas en el juego C64 21st Century Comic Bakery Remix

## Suecsiones
| Predecesor: «Separate Lives» de Phil Collins y Marilyn Martin | U.S. Billboard Hot 100 - Sencillo N°. 1 7 de diciembre de 1985 - 20 de diciembre de 1985 | Sucesor: «Say You, Say Me» de Lionel Richie |
| Predecesor: «We Built This City» de Starship                  | Canadian Top Singles — Sencillo N°. 1 14 de diciembre de 1985 - 20 de diciembre de 1985  | Sucesor: «Say You, Say Me» de Lionel Richie |